# Prêmio MTV Miaw para Clipe do Ano
O Prêmio MTV Miaw para Clipão da Porra (ou a versão censurada Clipão da P#rr@) é apresentado anualmente no MTV Millennial Awards Brasil, uma premiação criada pelo canal de televisão brasileiro MTV, para reconhecer os melhores músicos, influenciadores e entretenimento da geração millennial. Originalmente nomeado como Clipe do Ano, foi apresentado pela primeira vez na edição de 2018, com Johnny Hooker sendo o primeiro vencedor por "Flutua".
Anitta e Manu Gavassi são as únicas artistas a vencerem o prêmio duas vezes. Anitta lidera as indicações com cinco.

## Vencedores e indicados
Legenda:
     Vencedor(a)

### Década de 2010

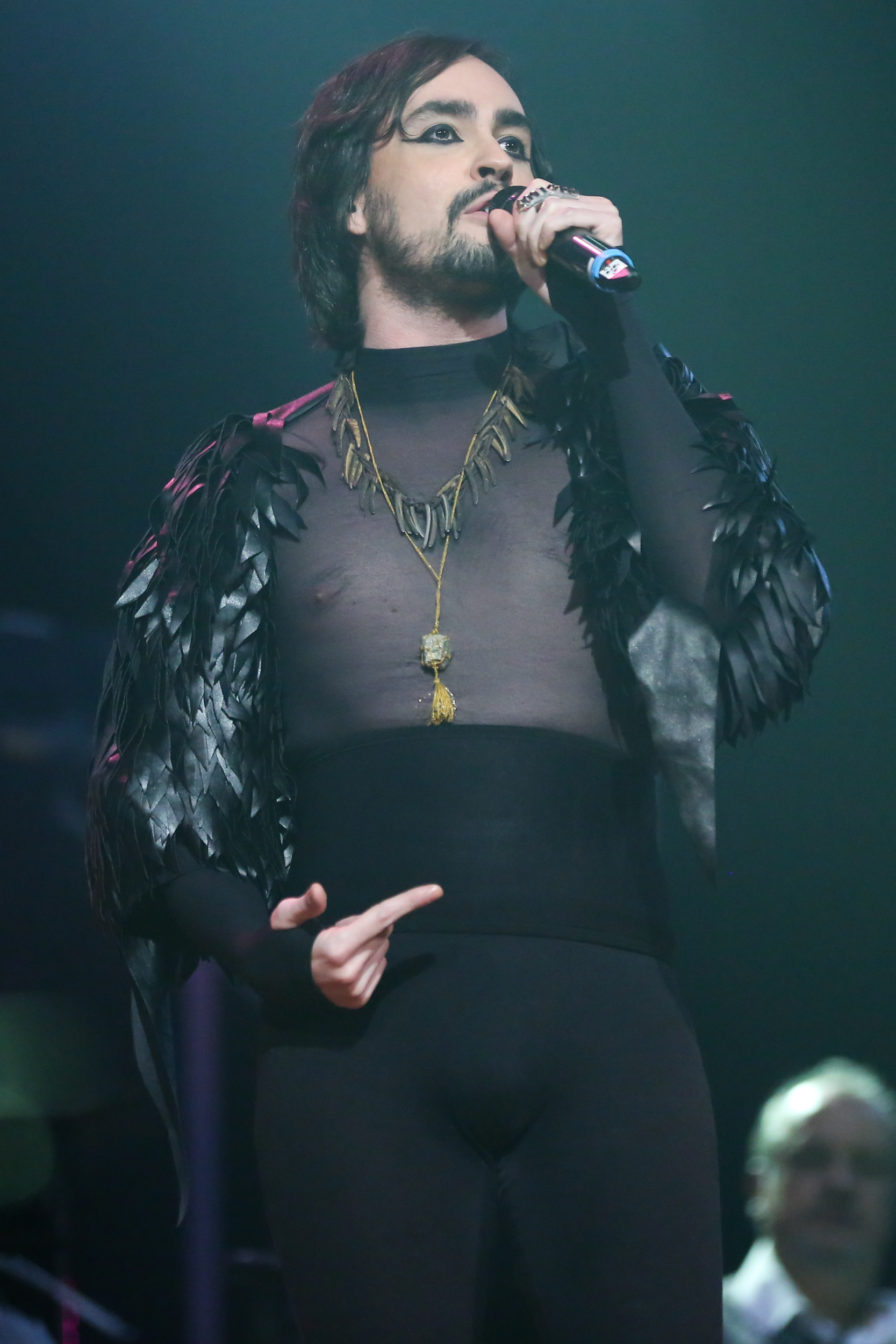
Johnny Hooker, vencedor inaugural

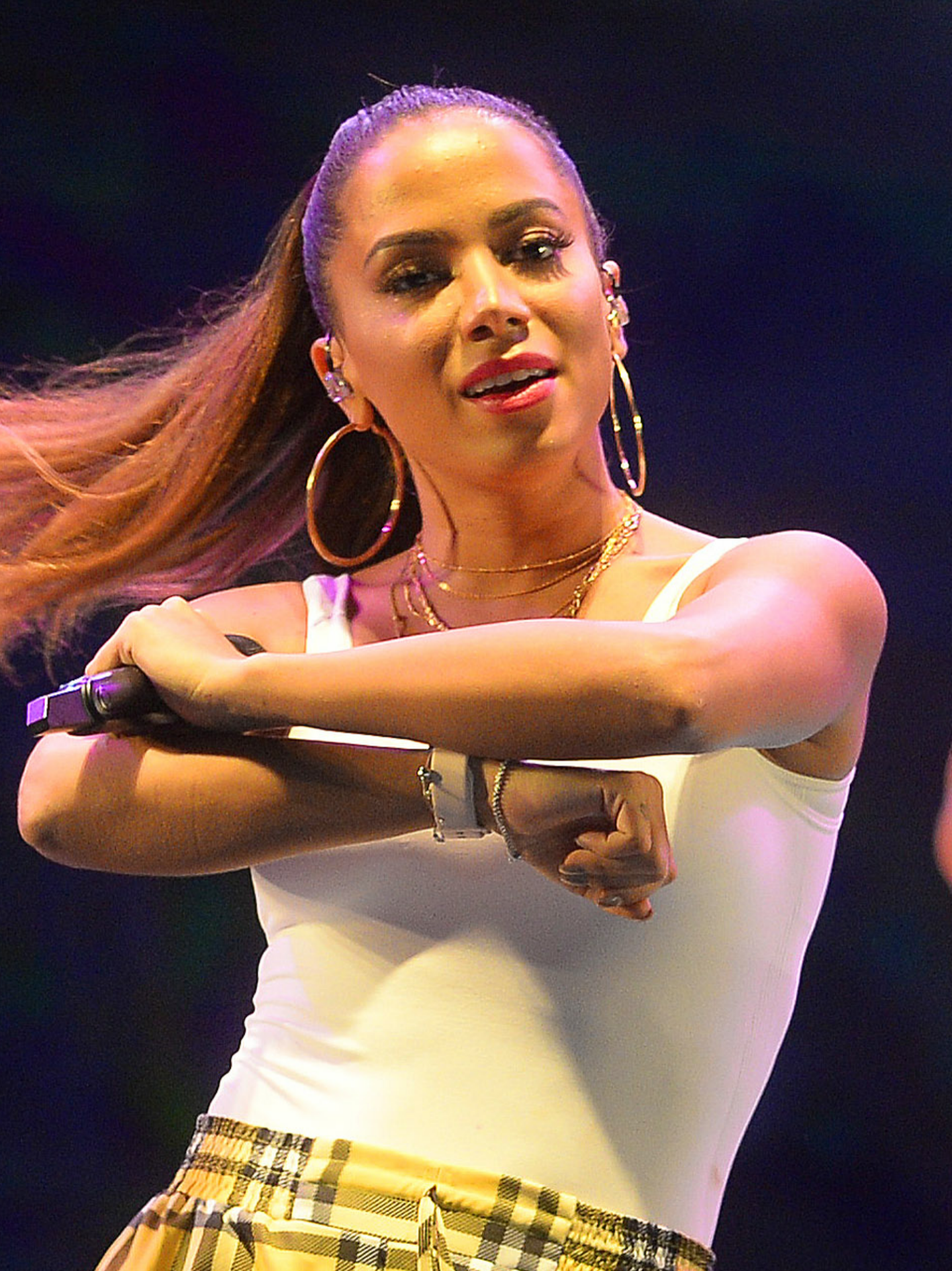
Anitta venceu o prêmio duas vezes (2019 e 2021).

| Ano          | Artista                                                              | Vídeo                | Ref.  |
| ------------ | -------------------------------------------------------------------- | -------------------- | ----- |
| Clipe do Ano |                                                                      |                      |       |
| 2018         | Johnny Hooker (com part. de Liniker)                                 | "Flutua"             | [ 1 ] |
| 2018         | Projota                                                              | "Amadmol"            | [ 1 ] |
| 2018         | Alok e Mathieu Koss                                                  | "Big Jet Plane"      | [ 1 ] |
| 2018         | Tropkillaz (com part. de Aloe Blacc)                                 | "Milk & Honey"       | [ 1 ] |
| 2018         | Anitta, MC Zaac e Maejor (com part. de Tropkillaz e DJ Yuri Martins) | "Vai Malandra"       | [ 1 ] |
| 2019         | Anitta e Becky G                                                     | "Banana"             | [ 2 ] |
| 2019         | Criolo                                                               | "Boca de Lobo"       | [ 2 ] |
| 2019         | Gloria Groove                                                        | "Coisa Boa"          | [ 2 ] |
| 2019         | Marcelo D2                                                           | "Febre do Rato"      | [ 2 ] |
| 2019         | Rael                                                                 | "Flor de Aruanda"    | [ 2 ] |
| 2019         | Jão                                                                  | "Me Beija com Raiva" | [ 2 ] |
| 2019         | Karol Conká                                                          | "Vogue do Gueto"     | [ 2 ] |
| 2019         | Pabllo Vittar                                                        | "Seu Crime"          | [ 2 ] |

### Década de 2020

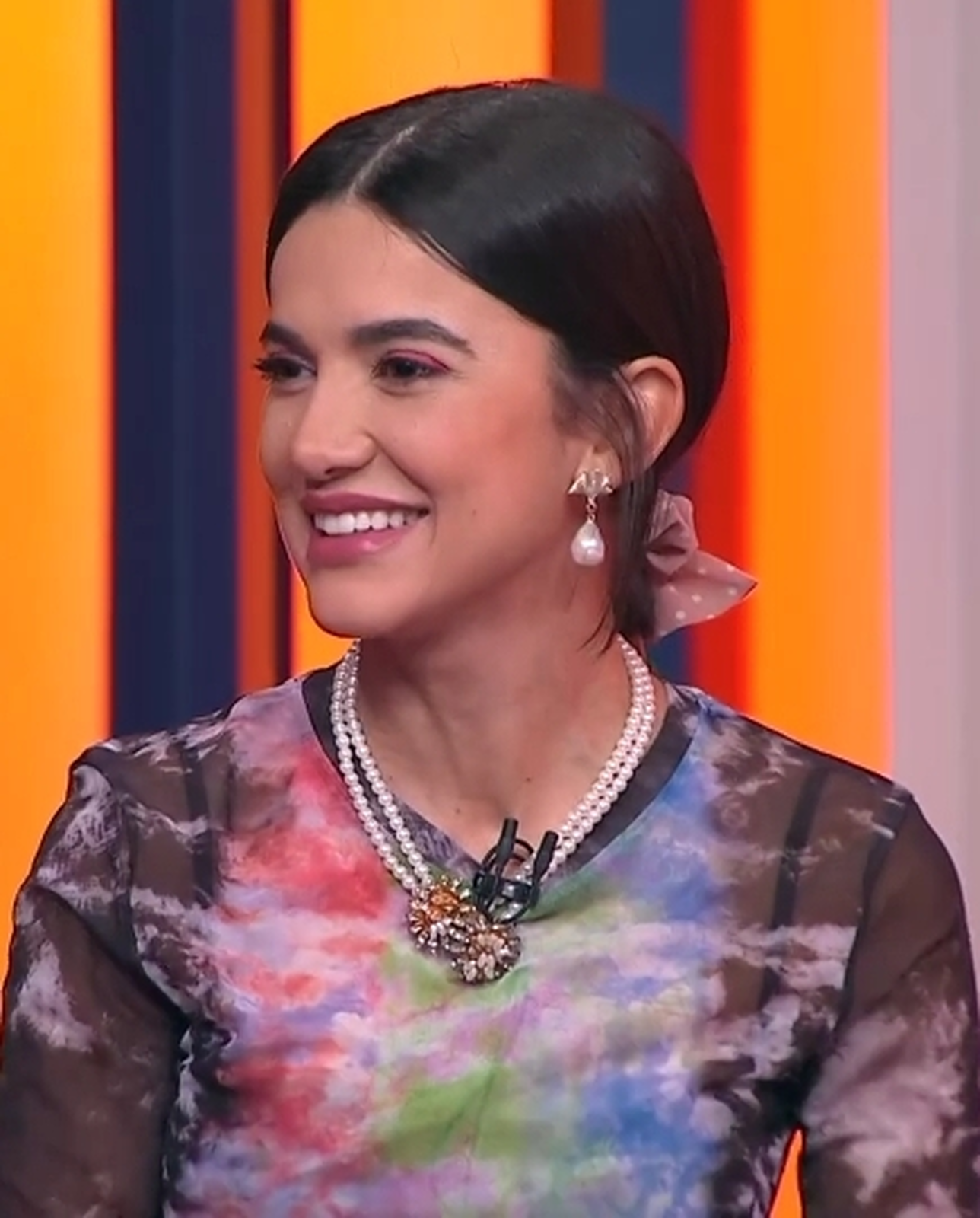
Manu Gavassi venceu o prêmio duas vezes (2020 e 2022).

| Ano             | Artista                                           | Vídeo                          | Ref.  |
| --------------- | ------------------------------------------------- | ------------------------------ | ----- |
| Clipão da Porra |                                                   |                                |       |
| 2020            | Manu Gavassi                                      | "Áudio de Desculpas"           | [ 3 ] |
| 2020            | Pabllo Vittar                                     | "Amor de Que"                  | [ 3 ] |
| 2020            | Anavitória                                        | "Calendário"                   | [ 3 ] |
| 2020            | Urias                                             | "Diaba"                        | [ 3 ] |
| 2020            | Hot e Oreia (com part. de Djonga)                 | "Eu Vou"                       | [ 3 ] |
| 2020            | Rubel e Anavitória                                | "Partilhar"                    | [ 3 ] |
| 2020            | Emicida                                           | "Silêncio"                     | [ 3 ] |
| 2020            | Ludmilla                                          | "Verdinha"                     | [ 3 ] |
| 2021            | Anitta                                            | "Girl from Rio"                | [ 4 ] |
| 2021            | Jão                                               | "Coringa"                      | [ 4 ] |
| 2021            | Giulia Be                                         | "Lokko"                        | [ 4 ] |
| 2021            | Luísa Sonza e Pabllo Vittar (com part. de Anitta) | "Modo Turbo"                   | [ 4 ] |
| 2021            | Luan Santana                                      | "Morena"                       | [ 4 ] |
| 2021            | Anavitória e Duda Beat                            | "Não Passa Vontade"            | [ 4 ] |
| 2021            | Vitão                                             | "Pensa"                        | [ 4 ] |
| 2021            | Criolo e Tropkillaz                               | "Sistema Obtuso"               | [ 4 ] |
| 2022            | Manu Gavassi                                      | "Bossa Nossa"                  | [ 5 ] |
| 2022            | Gloria Groove                                     | "A Queda"                      | [ 5 ] |
| 2022            | Duda Beat                                         | "Dar Uma Deitchada"            | [ 5 ] |
| 2022            | Baco Exu do Blues                                 | "Gotham é Aqui"                | [ 5 ] |
| 2022            | Jão                                               | "Idiota"                       | [ 5 ] |
| 2022            | Rashid                                            | "Pílula Vermelha, Pílula Azul" | [ 5 ] |
| 2022            | Gilsons                                           | "Proposta"                     | [ 5 ] |
| 2022            | Nego Bala                                         | "Sonho"                        | [ 5 ] |

## Artistas com mais prêmios
2 prêmios
- Anitta
- Manu Gavassi

## Artistas com mais indicações
4 indicações
- Anitta

3 indicações
- Anavitória
- Jão
- Pabllo Vittar
- Tropkillaz

2 indicações
- Criolo
- Duda Beat
- Gloria Groove
- Manu Gavassi